# Grande Gincana Kibon

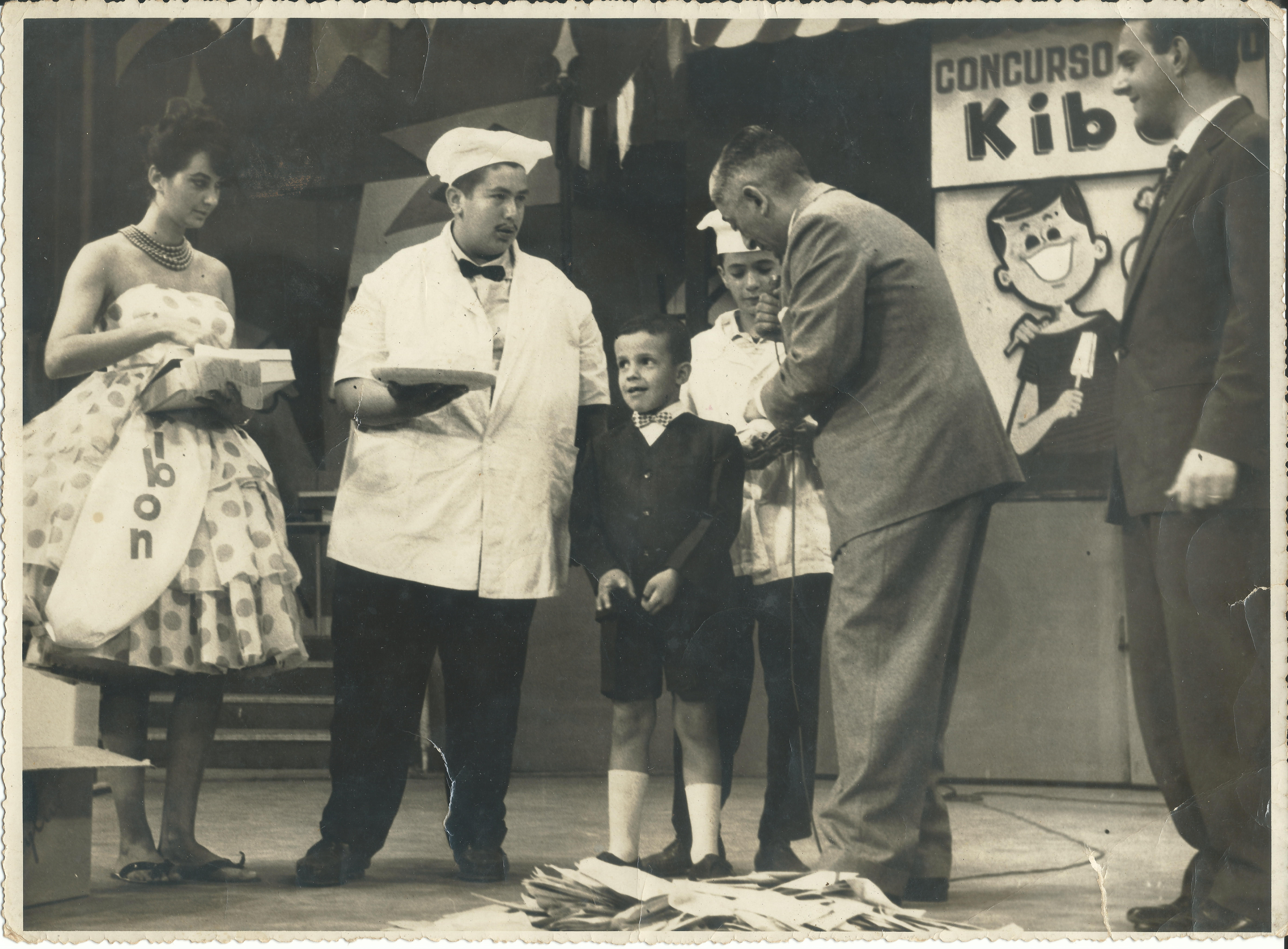

Grande Gincana Kibon (também creditado como Grande Ginkana Kibon) foi um programa de televisão brasileiro exibido pela RecordTV, sendo o primeiro programa de auditório infantil do Brasil. Com estreia em 17 de abril de 1955, o programa teve 16 anos de exibição, saindo do ar em 9 de maio de 1971.

## História
Em 1954 a empresa de sorvetes Kibon propôs para a RecordTV a criação de um programa de auditório voltado ao público infantil, até então inexistente no Brasil, após verificar que suas vendas aumentaram ao patrocinar a primeira versão do seriado Sítio do Picapau Amarelo, da Rede Tupi. Em 17 de abril de 1955 estreia o Grande Gingana Kibon, o primeiro programa de auditório infantil brasileiro, exibido semanalmente aos domingos e trazendo competições, brincadeiras e concurso de calouros para crianças. A apresentação ficou por conta do radialista Vicente Leporace e da estreante Clarice Amaral. Além disso contava com Florentino Martino interpretando o personagem Garoto Toddy, que divertia as crianças com trapalhadas e contando histórias. Um dos grandes destaques do quadro de calouros foi Ione Borges, interpretando músicas de Celly Campello, que futuramente se tornaria uma das apresentadoras com maior tempo de carreira na televisão.
Em 1969 o programa passa por uma reformulação,sendo que Vicente assina com a Band para focar-se no jornalismo e Clarice passa para a TV Gazeta, onde teria seu programa próprio. No lugar entram o comediante Durval de Souza e a radialista Cidinha Campos. O programa saiu do ar em 8 de agosto de 1971, após 16 anos de exibição. O horário do canal foi ocupado por outro programa infantil, o Setinho, apresentado apenas por Durval.

## Apresentadores
Apresentação
- Vicente Leporace (1955–1969)
- Clarice Amaral (1955–1969)
- Durval de Souza (1969–1971)
- Cidinha Campos (1969–1971)

Elenco
- Florentino Martino (Garoto Toddy) (1955–1971)